# Ramal ferroviario Alberdi-Hipólito Bouchard
El Ramal Alberdi - Hipólito Bouchard pertenece al Ferrocarril General San Martín, Argentina. 

## Ubicación
Se halla en las provincias de Buenos Aires (por los partidos de Leandro N. Alem, General Pinto y General Villegas) y Córdoba (en el Departamento General Roca).

## Características
Es un ramal secundario de la red del Ferrocarril General San Martín con una extensión de 168 km entre Juan Bautista Alberdi y Buchardo. Sus vías están bajo operación de la empresa estatal Trenes Argentinos Cargas.

## Historia
El ramal fue puesto en marcha entre 1903 y 1906. El mismo cerró en 1976.